# 포구속도
포구 속도(砲口速度)는 발사체가 총포의 포구를 떠나는 순간의 속도를 말한다. 포구 속도는 흑색 화약을 사용하는 머스킷 총에서 초속 120m/s 정도에서 370m/s 정도이며, 현대의 소총에서는 .220(5.7mm) 스위프트와 .204(5.2mm) 루거와 같은 고성능 카트리지를 장착한 현대식 소총은 1,200m/s 이상, 그리고 전차포의 관통탄에서는 1,700m/s 정도의 값을 가진다. 발사체의 속도는 포구에서 가장 높으며, 공기 저항으로 점차 느려진다.
재래식 대포에서 포구 속도는 연소 속도, 팽창의 질, 추진제의 양, 발사체의 질량, 총열의 길이에 의해 결정된다. 천천히 타는 추진제라면 완전히 연소되기 위해 긴 총열을 이용하고, 더 무거운 발사체를 사용해야 한다. 빠르게 타는 추진제는 동일한 양의 추진제로 더 가벼운 발사체를 더 빠르게 가속시킬 수 있다. 대포에서는 연소 과정에서 얻어지는 압력 때문에 발사체 속도가 제한된다. 안전성과 최고 성능을 얻어내기 위해서는 추진제의 질과 양, 발사체의 속도, 총열의 길이가 균형을 이루어야 한다.
총열이 길면 추진체가 발사체를 밀어내는 시간을 연장할 수 있어 같은 조건에서 포구 속도를 더 높일 수 있다. 발사가 일어날 때, 탄환이 총열에서 이동하면서 총열 뒷쪽의 추진체 기체의 압력은 줄어든다. 총열을 충분히 길게 하면, 총알과 총열 사이의 마찰력과 공기 저항력의 합이 기체의 압력과 같아지는 위치가 있고, 그 다음부터 속도가 줄어든다.
함포는 보통 38:1에서 50:1의 길이 대 직경비를 갖는다. 이러한 길이 비율은 발사체의 속도를 극대화한다. 전기적으로 추진되는 레일건을 사용하여 제한을 극복하려 하기도 한다. 레일건은 포열을 따라 압력이 줄어드는 기존 총포와 달리, 포열을 따라 일정한 가속이 유지되어 포구 속도를 크게 증가시킬 수 있다. 폭발성 추진제를 적재하지 않아도 된다.

## 같이 보기
- 화기